# Do It Again Medley with Billie Jean
Do It Again Medley with Billie Jean è un singolo del gruppo musicale italiano Club House, pubblicato nel 1983.

## Descrizione
Il singolo è un remix dei singoli Billie Jean di Michael Jackson del 1983 e Do It Again degli Steely Dan del 1972.

## Successo commerciale
Il singolo ottenne successo a livello mondiale.

## Versione degli Slingshot
Gli Slingshot hanno realizzato una cover di questo brano sempre nel 1983.